# Condado de Daniels
O Condado de Daniels é um dos 56 condados do estado norte-americano de Montana. A sede de condado é Scobey, que é também a sua maior cidade. O condado tem uma área de 3696 km² (dos quais 3 km² estão cobertos por água), uma população de 2017 habitantes, e uma densidade populacional de 0,5 hab/km² (segundo o censo nacional de 2000). O condado foi fundado em 1920 e o seu nome é uma homenagem a Mansfield A. Daniels, um antigo rancheiro e comerciante da zona.